# Cuchufleta (banda)
Cuchufleta fue un proyecto que reunió canciones de Gregorio Fontén durante los años 2004-2012. Iniciado como banda en Chile junto a Joaquín Subercaseaux y Amparo Fontaine, tuvo diversas formaciones y presentaciones en distintos países. Integrando el rock, la música experimental y la música latinoamericana, fueron catalogados por la prensa chilena como los ahijados de Los Jaivas.
El año 2010 Cuchufleta firmó con el sello neoyorquino 27 Sound Entertainment con quien se mantuvieron hasta el fin del proyecto.

## Biografía
Cuchufleta aparece el año 2004 como Cuchufleta Punk en un formato de trío con Gregorio Fontén (voz y piano), Joaquín Subercaseaux (batería) y Amparo Fontaine (violín). En esos comienzos, el proyecto era una composición instrumental de Fontén que mezclaba la música escrita con el free jazz y que fue presentada a su hermana y a su compañero en la banda Chupilca del Diablo. Sin embargo, motivados por el resultado de esta composición, se conformó el conjunto. La composición original “Cuchufleta punk” fue incluida en el primer álbum bajo el nombre de “pitanzas”. Este primer álbum, lanzado en diciembre del 2004, sella la primera etapa de existencia de Cuchufleta, caracterizada por la improvisación libre y el canto ligado a la poesía experimental.
El año 2005 se integra Hernán Fontaine (trompeta) y en este formato de cuarteto se presenta el disco Lencería Fina (2006). Con esta placa la banda se consolida dentro del rock chileno, siendo reconocida como una de las bandas más originales y atrevidas de la escena.
El año 2007, asume como productor de la banda Eduardo Lira de Elso Tumbay para la grabación del disco Cuchufleta (2008). Este disco es el primero en incluir el sonido de bajo, interpretado por Fontén en el sintetizador y en presentar una sonoridad más roquera con Hernán cambiando de la trompeta a la guitarra. Con este álbum la banda comienza a centrar su trabajo de forma más absoluta en el formato canción. Sencillos como Voz Andina, Merengue y Chicha merecen la particular atención de la prensa y acercan a la banda a Los Jaivas. De este acercamiento surge una relación con su tecladista, Eduardo Parra.
Junto a Parra como productor musical, se realiza la grabación y mezcla del álbum “Hoy, joven y vital” (2009) el cual es un homenaje a Rhino González, quien fuera vocalista de la banda Beat 4 en los años sesenta en Chile. Con este disco, Cuchufleta reúne a generaciones del rock chileno y es elogiada por la particular forma de mezclar influencias heterogéneas y sin embargo presentar una música con una fuerte identidad local.
A finales del año 2009, este disco llega a manos del sello norteamericano 27 Sound Entertainment y su productor, Matt Stine, invita a Fontén para el año 2010 a preparar un nuevo álbum en Nueva York. Este álbum "Tono de Lobo" recibe un prelanzamiento en Chile en una edición especial de lujo y es reconocido por el uso pionero -en el formato canción- de una escala de 36 tonos por octava, en lugar de los tradicionales 12.

El 2010 Fontén se mueve a Londres y al año siguiente lanza el disco "Cuchufleta and the Wolverines" junto a Tomás Stewart (Magaly Fields) en guitarra, Roberto Carli (batería) y Ben Steventon en bajo.
Luego del año 2012 Fontén abandona el nombre de Cuchufleta.

## Integrantes
Gregorio Fontén: voz, teclados, composición (2004 - )
Amparo Fontaine: violín, 2.ª voz (2004 - 2009)
Joaquín Subercaseaux: batería (2004 - 2010)
Hernán Fontaine: trompeta, guitarra (2004-2009)
Marcelo Lavado: guitarra (2009 - 2010)
Angelo Cassanello: Trombón (2008 - 2010)
Alberto Vignau: bajo (2008 - 2010)
Eduardo Parra: teclados (2009)
Alejandro Quiroga: guitarra (2008)
Clinton Curtis: bajo (2010)
Javier García-Huidobro: bajo (2010)
Grey Reinhardt: guitarra, teclados (2010)
Marcelo González: bajo (2010)
Gonzalo Rozas: flauta traversa (2005)
Trinidad Silva: 2.ª voz (2010)
Miss Elisabeth: 2.ª voz (2010)
Juan Andrés Fontaine C.: teclado fx, 2.ª voz (2004-2008)
Sebastián Caram: Percusiones (2004-2006)
Felipe McRostie: guitarra (2008)
Michu Schmidt: charango (2008)
Diego Santa María: ukelele (2008)
Ariel Claure: violín (2008)
Juan Osorio: viola (2008 - 2009)
Marcelo Cabello: violonchelo (2008)
Chino Aros: percusión (2008)
Tomás Stewart(2010-2011)
Ben Steventon(2010-2011)
Roberto Carli(2010-2011)

## Discografía
- 2004 - Cuchufleta Punk
- 2006 - Lencería Fina
- 2008 - Cuchufleta (2008)
- 2009 - Hoy, Joven y Vital
- 2010 - Tono de Lobo
- 2011 - Cuchufleta & the Wolverines